# Entosthodon apophysatus
Entosthodon apophysatus là một loài Rêu trong họ Funariaceae. Loài này được (Taylor) Mitt. mô tả khoa học đầu tiên năm 1859.